# Friedrich VIII. von Schleswig-Holstein

Friedrich VIII. von Schleswig-Holstein

Friedrich von Schleswig-Holstein, vollständiger Name Friedrich Christian August von Schleswig-Holstein-Sonderburg-Augustenburg (* 6. Juli 1829 in Schloss Augustenborg; † 14. Januar 1880 in Wiesbaden) war ein deutsch-dänischer Prinz aus dem Hause Oldenburg und machte 1863/64 Erbansprüche in Schleswig und Holstein geltend, wurde vom Deutschen Bund und in den Herzogtümern selbst anerkannt, jedoch von keinem der tatsächlichen Souveräne, den Kronen Dänemark, Österreich und Preußen.

## Leben

Herzog Friedrich VIII. von Schleswig-Holstein-Augustenburg

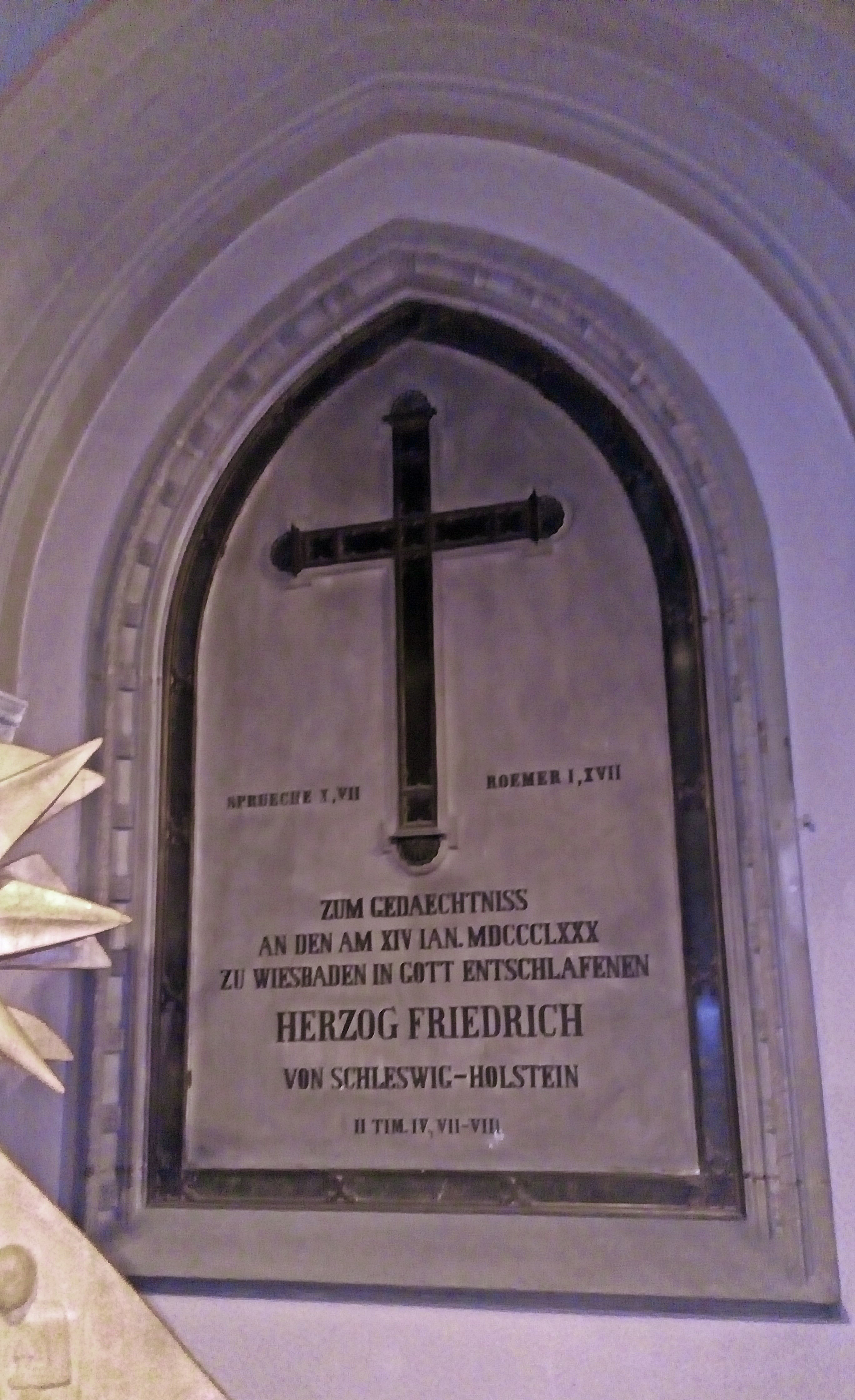
Epitaph in der Marktkirche Wiesbaden

Friedrich war der älteste Sohn von Herzog Christian August von Schleswig-Holstein-Sonderburg-Augustenburg (1798–1869) und seiner Cousine (zweiten Grades), der dänischen Gräfin Luise Sophie (1796–1867), Tochter des Grafen Christian Conrad Sophus von Danneskjold-Samsøe. Seine Großeltern väterlicherseits waren Herzog Friedrich Christian II. und Prinzessin Louise Auguste von Dänemark.
Prinz Friedrich nahm zusammen mit seinem jüngeren Bruder, Prinz Christian Karl (1831–1917), auf deutscher Seite am ersten Schleswig-Holsteinischen Krieg teil. Nach der Thronbesteigung des dänischen Königs Christian IX. im Herbst 1863, der sogleich gegen die Festlegungen des Londoner Protokolls eine gemeinsame Verfassung für Dänemark und Schleswig erließ (Novemberverfassung), erhob Friedrich seinerseits Erbansprüche auf die Herzogtümer Schleswig und Holstein. Da sein Vater gegen eine Abfindung von 2,25 Millionen Talern für sich und seine Familie auf den Thron verzichtet hatte, war der Anspruch Friedrichs mindestens fragwürdig, er konnte sich aber auf große Teile der öffentlichen Meinung in Deutschland stützen.

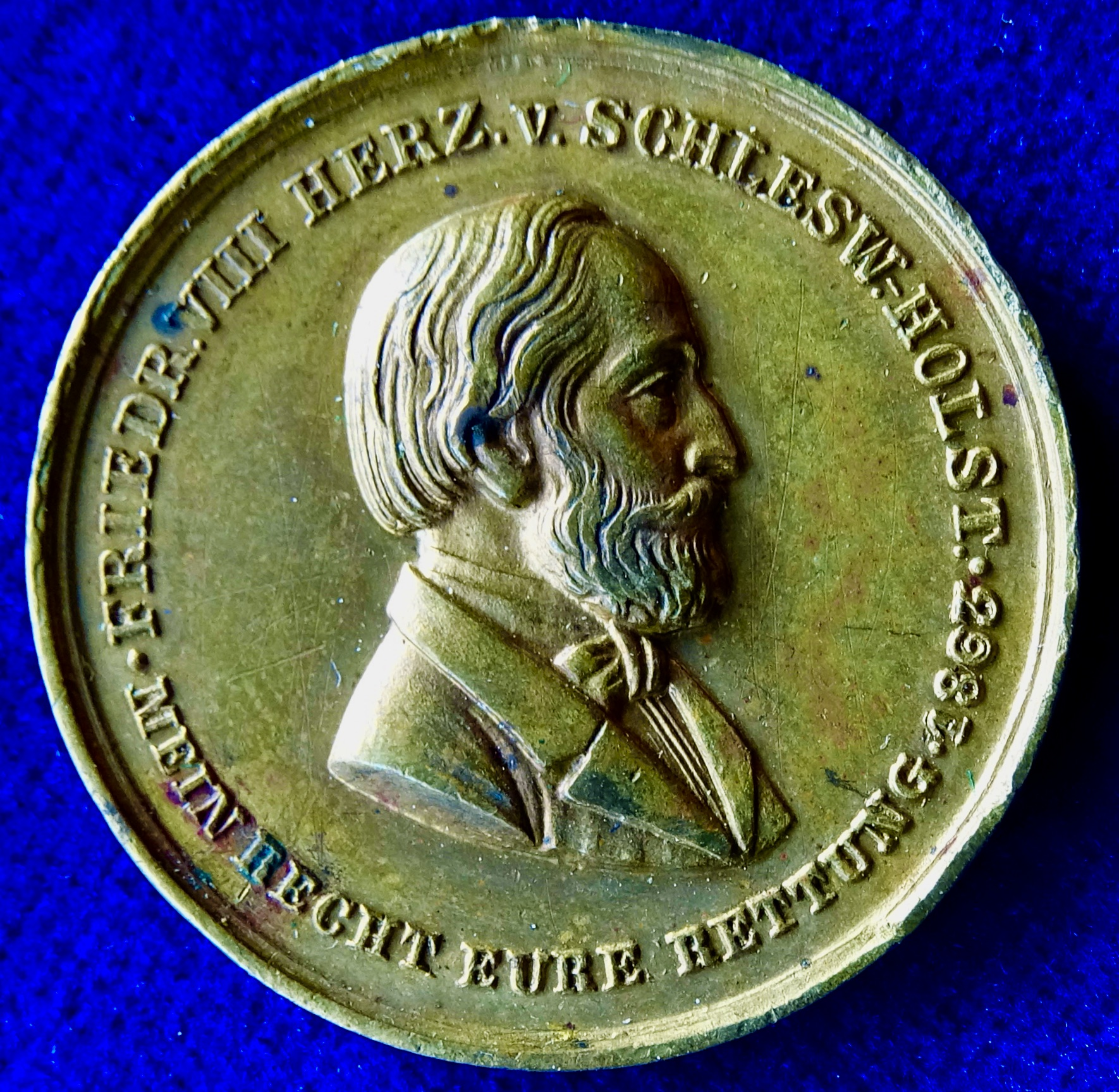
Friedrich VIII. Medaille gestiftet 1864 für Mitglieder der Augustenburgischen Bewegung. „Mein Recht Eure Rettung 1863“

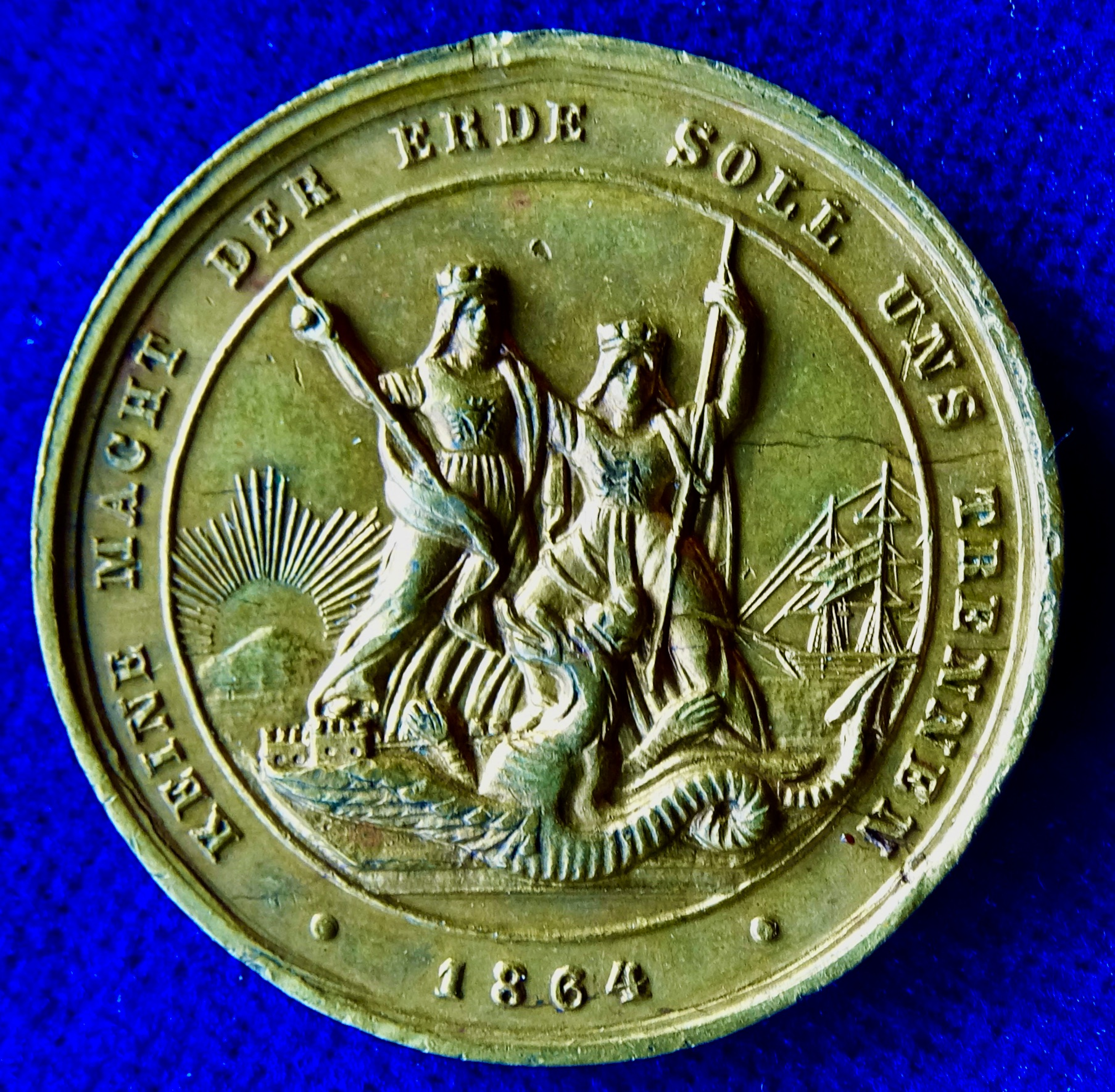
Die Rückseite dieser Medaille zum Deutsch-Dänischen Krieg

Am 19. November 1863 erklärte er seinen Regierungsantritt als Herzog Friedrich VIII. von Schleswig-Holstein und wurde am 30. Dezember als Landesherr beider Herzogtümer ausgerufen. Da zwar Holstein und Lauenburg im Zuge der Bundesexekution bis Ende 1863 von den dänischen Truppen geräumt worden waren, nicht jedoch Schleswig, war die Ausrufung in diesem Herzogtum von vornherein wirkungslos. Österreich und Preußen fühlten sich derweil im Rahmen ihrer diplomatischen Kriegsvorbereitungen an das Londoner Protokoll von 1852 gebunden, um Großbritannien nicht zum Eingreifen zu provozieren, und verlangten vom Deutschen Bund die Ausweisung Friedrichs, dem das Protokoll die Regierung nicht zugestand, aus Schleswig-Holstein. Der Bund lehnte dies ab.
Nach einem zweitägigen Ultimatum, das die Aufhebung der nationalliberalen dänischen Novemberverfassung forderte, kam es zum Deutsch-Dänischen Krieg (16. Januar bis 30. Oktober 1864), den die preußisch-österreichischen Truppen gewannen. Im Wiener Frieden musste der bis dahin international allgemein anerkannte Landesherr, der dänische König Christian IX. sowohl das Herzogtum Schleswig, welches ein dänisches Lehen war, als auch die deutschen Herzogtümer Holstein und Lauenburg, die bereits seit 1815 Bundesstaaten des Deutschen Bundes waren, an Preußen und Österreich als Kondominium abtreten. Während Österreich nach erheblichem Zögern willens war, seine Rechte an Friedrich abzutreten und so einen neuen deutschen Mittelstaat zu schaffen, war Preußen dazu nur unter Bedingungen bereit:
- Abtretung kleiner Gebiete an beiden Mündungen des auf preußische Kosten zu bauenden Nord-Ostsee-Kanals
- Einrichtung eines preußischen Kriegshafens in Friedrichsort an der Kieler Förde
- Eingliederung der schleswig-holsteinischen Truppen in die preußische Armee durch Militärkonvention
- politisches Bündnis beider Staaten

oder
- Übernahme der preußischen Kriegskosten (rund 50 Millionen Taler), was von vornherein illusorisch war.

Da Friedrich diese Bedingungen ablehnte, verfolgte der preußische Ministerpräsident Otto von Bismarck diese Planungen nicht weiter.
Die Herzogtümer Schleswig und Holstein wurden schließlich 1867 entgegen dem Wunsch der deutschgesinnten Schleswig-Holsteiner der Augustenburgischen Bewegung als Provinz Schleswig-Holstein dem Königreich Preußen angegliedert. Nach seinem Rücktritt begab sich Herzog Friedrich als Privatmann nach Gotha und in das niederschlesische Primkenau zurück. In Primkenau baute er ein neues Schloss Primkenau und erwarb eine Eisengießerei. In der wildreichen Heide westlich von Primkenau kaufte er von örtlichen Bauern Wald und Wiesenland, um ein großes Jagdrevier zu schaffen, u. a. für die Jagden des verwandten Kaiserhauses. Des Weiteren besaß er in der brandenburgischen Neumark, Kreis Schwiebus-Züllichau, mit Schloss Dolzig ein Anwesen.
Friedrich von Schleswig-Holstein starb am 14. Januar 1880 in Wiesbaden, wo man ihm in der dortigen Marktkirche ein Epitaph widmete.

## Ehe und Nachkommen

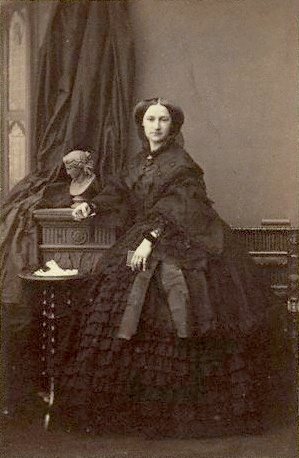
Adelheid Herzogin von Schleswig-Holstein-Sonderburg-Augustenburg, geb. Prinzessin zu Hohenlohe-Langenburg, CdV von Camille Silvy, London, 11. November 1860

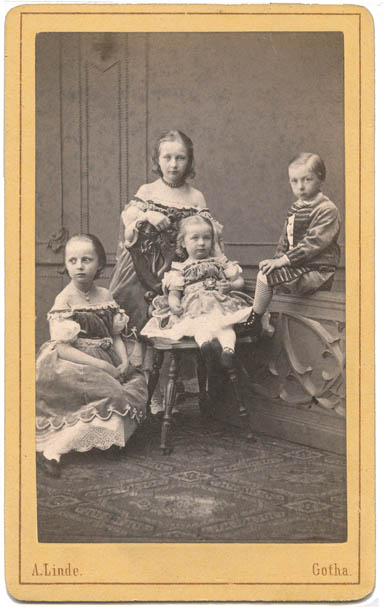
Von links nach rechts: Prinzessin Caroline Mathilde, Prinzessin Auguste Viktoria, Prinzessin Louise Sophie und Prinz Ernst Günther, CdV von August Linde, Gotha um 1869

Am 11. September 1856 heiratete Friedrich in Langenburg Prinzessin Adelheid zu Hohenlohe-Langenburg (1835–1900), zweite Tochter des Fürsten Ernst I. und seiner Frau Prinzessin Feodora zu Leiningen. Durch ihre Mutter war sie die Nichte der britischen Königin Victoria. Aus der Ehe gingen sieben Kinder hervor:
- Friedrich Wilhelm Victor Karl Ernst Christian August (1857–1858)
- Auguste Viktoria Friederike Luise Feodora Jenny (1858–1921)

⚭ 1881 Prinz Wilhelm von Preußen, nachmals als Wilhelm II. Deutscher Kaiser und König von Preußen
- Victoria Friederike Augusta Maria Caroline Mathilde (1860–1932)

⚭ Herzog Friedrich Ferdinand von Schleswig-Holstein-Sonderburg-Glücksburg
- Friedrich Victor Leopold Christian Gerhard (*/† 1862)
- Ernst Günther (1863–1921)

⚭ Prinzessin Dorothea Maria Henriette Auguste Luise von Sachsen-Coburg und Gotha
- Louise Sophie Adelheid Henriette Amalie (1866–1952) ⚭ 1889 Prinz Friedrich Leopold von Preußen
- Feodora Adelheid Helene Louise Caroline Pauline Alice Jenny (1874–1910), unverheiratet

Bei einem Verwandtenbesuch bei ihrer Großtante, Königin Victoria, lernte Friedrichs Tochter Auguste Viktoria ihren Cousin (zweiten Grades), den preußischen Prinzen und späteren Kaiser Wilhelm II. auf Schloss Windsor kennen. An einer Verbindung, die zunächst als nicht standesgemäß galt, waren mehrere Parteien interessiert: der geprellte Herzog Friedrich, Königin Victoria und ihre Tochter Kronprinzessin Victoria von Großbritannien und Irland, so auch Otto von Bismarck, der wenig von ausländischen Prinzessinnen hielt und die Heirat als Wiedergutmachung, als „den freudigen Schlussakt eines konfliktreichen Dramas“ sah. Die Heirat fand am 27. Februar 1881 in Berlin statt.

## Ehrung

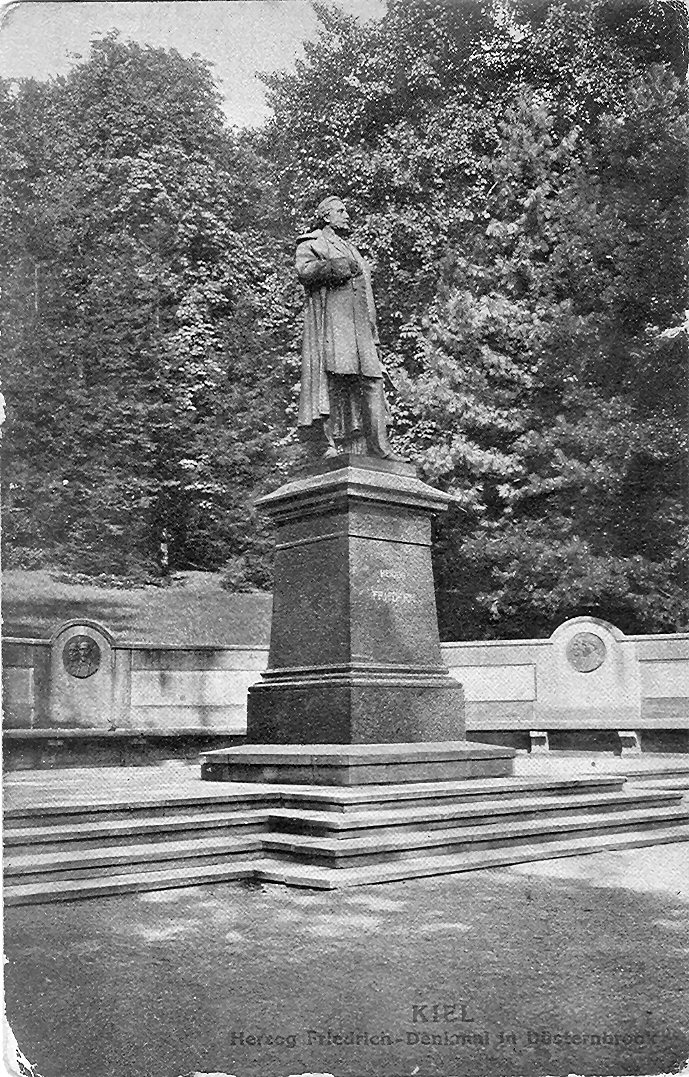
Kiel-Düsternbrook – Denkmal des schleswig-holsteinischen Herzogs Friedrich VIII.

Dem Schwiegervater Kaiser Wilhelms II. wurde im Jahre 1900  in Kiel-Düsternbrook ein Denkmal gesetzt. Auf einer Terrassenanlage, umgeben von einer Exedra, stand das Standbild auf einem einfachen Granitsockel, der nach oben mit einem Gesims abschloss. Es ist nicht erhalten.
Im Hamburger Stadtteil Nienstedten unweit der Jacobs Treppe liegt der nach dem Herzog benannte Augustenburger Park. Die Familie lebte hier zeitweise zwei Jahre in der ehemaligen Villa Newman (Elbschaussee 398).